# Cadaveres
A Cadaveres egy 2005-ben alakult magyar groove metal zenekar, amely a Cadáveres De Tortugas nevű együttes megszűnése után alakult. Zenei hatásukként az Ill Nino, Soulfly, Alice in Chains és Biohazard zenekarokat tették meg. Legelső nagylemezük 2006-ban jelent meg, Soul of a New Breed címmel. Ezt követte 2007-ben egy középlemez, majd 2008-ban megjelent a Cadaveres második stúdióalbuma és első koncert-DVD-je.
2010-ben alakult ki egy új felállás: Bölcsföldi Zoltán – éneklés, Szakács József – dob és Göbölös Kálmán – gitár. A tagok korábban az Ektomorf és Chaos of Disorder zenekarokban játszottak. Ezzel a felállással készült el a Mindstream című harmadik nagylemez, amely HangSúly Zenei Díj szakmai szavazásán megkapta az Év Albuma címet. 2013-ban elkészült a Cadaveres negyedik stúdióalbuma is, melyet ugyanebben az évben egy magyar nyelvű középlemez követett. 2016-ban pedig már az ötödik nagylemez is napvilágot látott. 2018 végén Jakus Dávid dobos és Bölcsföldi Zoltán énekes távoztak az együttesből, és új zenekart hoztak létre Glasskey néven. A Cadaveres új énekese Pápai Zsolt lett a Pennhurstből, az új dobos pedig Tajti Vince.
A zenekar főleg angol nyelven énekel, de adnak ki magyar nyelvű dalokat is. Többször koncerteztek is, többek között a példaképnek számító Ill Nino, Soulfly, Alice in Chains és Biohazard zenekarokkal is.

## Diszkográfia
| Stúdióalbumok - Soul of a New Breed (2006) - Evilution (2008) - MindStream (2010) - DeMoralizer (2013) - The Fifth House (2016) - Ars Moriendi (2021) | Egyéb kiadványok - Lost Souls (remix EP, 2007) - Devil's Dozen (DVD, 2008) - Digital Stream (EP, 2011) - Hazai (EP, 2015) - Within the 5th (koncert DVD, 2017) - Si(g)ns (EP, 2019) - Ezzel még tartozom (EP, 2020) |

## Tagok
| Jelenlegi felállás - Pápai Zsolt – ének (2019 óta) - Körmöczi Péter – gitár (2005 óta) - Göbölös Kálmán – gitár (2010 óta) - Delcsik Balázs – gitár (2005 óta) - Tajti Vince – dobok (2019 óta) Kisegítő zenészek - Vörös Attila – gitár (2009) - Viniczai Szabolcs – dobok (2014-2015) | Korábbi tagok - Gabó Ádám – ének (2005-2008) - Kovács László – gitár (2005-2008) - Homonnai Gergely – dobok (2005-2008) - Szabó Máté – ütősök (2005-2010) - Szakács József – dobok (2009-2014) - Bölcsföldi Zoltán – ének (2009-2018) - Jakus Dávid – dobok (2016-2018) |

## Díjak és jelölések
Fonogram-díj
| Év   | A jelölés tárgya | Kategória                                  | Eredmény |
| ---- | ---------------- | ------------------------------------------ | -------- |
| 2011 | MindStream       | Az év legjobb Hard Rock/Heavy Metal lemeze | Jelölve  |

HangSúly Zenei Díj
| Év   | A jelölés tárgya    | Kategória               | Eredmény |
| ---- | ------------------- | ----------------------- | -------- |
| 2006 | Soul of a New Breed | Az év albuma            | Jelölve  |
| 2006 | Soul of a New Breed | Az év debütáló albuma   | Jelölve  |
| 2006 | Soul of a New Breed | Legjobb stúdióprodukció | Jelölve  |
| 2006 | Soul of a New Breed | Legjobb lemezborító     | Jelölve  |
| 2006 | Cadaveres           | Az év koncertzenekara   | Jelölve  |
| 2007 | Cadaveres           | Az év koncertzenekara   | Jelölve  |
| 2008 | Evilution           | Az év albuma            | Jelölve  |
| 2008 | Evilution           | Legjobb stúdióprodukció | Jelölve  |
| 2008 | Evilution           | Legjobb lemezborító     | Jelölve  |
| 2008 | Cadaveres           | Az év koncertzenekara   | Jelölve  |
| 2010 | MindStream          | Az év albuma            | Elnyerte |
| 2010 | MindStream          | Legjobb stúdióprodukció | Elnyerte |
| 2010 | Cadaveres           | Az év koncertzenekara   | Jelölve  |
| 2011 | Cadaveres           | Az év koncertzenekara   | Jelölve  |
| 2012 | Cadaveres           | Az év koncertzenekara   | Elnyerte |
| 2013 | DeMoralizer         | Az év albuma            | Jelölve  |
| 2013 | DeMoralizer         | Legjobb stúdióprodukció | Jelölve  |
| 2013 | DeMoralizer         | Legjobb lemezborító     | Jelölve  |
| 2013 | Cadaveres           | Az év koncertzenekara   | Jelölve  |
| 2016 | The Fifth House     | Az év albuma            | Jelölve  |
| 2016 | The Fifth House     | Legjobb stúdióprodukció | Jelölve  |
| 2016 | Cadaveres           | Az év koncertzenekara   | Jelölve  |